# Kánó
Kánó es un pueblo húngaro perteneciente al distrito de Putnok, condado de Borsod-Abaúj-Zemplén.

## Superficie
Cuenta con una superficie de 13,78 km².

## Demografía
Hasta 2024 la población era de 139 habitantes, con una densidad de población de 10,08 hab/km².
| Gráfica de evolución demográfica de Kánó entre 2020 y 2024 |
|                                                            |
| Datos según la Oficina Central de Estadística de Hungría.  |